# 土地鑑定委員会
土地鑑定委員会（とちかんていいいんかい）は、日本の国土交通省の審議会等の一つ。国土交通省設置法第6条に基づき設置された機関である。

## 概要
1969年（昭和44年）7月5日に設置され、所管は、建設省から国土庁発足に伴う同庁への移管、国土交通省発足に伴う同省への移管が行われた。庶務担当部局課は、不動産・建設経済局地価調査課である。
所掌事務は地価公示法及び不動産の鑑定評価に関する法律に基づく権限を行うこと、根拠法令は地価公示法第12条である。
分科会等は、部会として、鑑定評価書小委員会、不動産鑑定士試験制度小委員会があり、委員の定数は7人で、「不動産の鑑定評価に関する事項又は土地に関する制度について学識経験を有する者」が要件である。委員の任期は3年（地価公示法第15条第5項）。「破産者で復権を得ないもの」「禁錮以上の刑に処せられた者」は委員となることができない（地価公示法第15条第4項）。
歴史的には、地価公示の実施機関として開設され、不動産鑑定士審査会が発展的に吸収されて、不動産の鑑定評価に関する法律に基づく権限も所管となった。

## 委員会構成員（任期:2020年7月5日から）
| 委員長 | 森田修     | 東京大学大学院 法学政治学研究科 教授                        |
| 委員   | 岩田祝子   | 東急不動産 ソリューション推進部鑑定企画室参与 兼 企画戦略部 |
| 委員   | 小津稚加子 | 九州大学大学院 経済学研究院 教授                            |
| 委員   | 川添義弘   | 一般財団法人日本不動産研究所 理事・審査部長                 |
| 委員   | 河端瑞貴   | 慶應義塾大学 経済学部 教授                                  |
| 委員   | 清常智之   | 土地鑑定委員会 常勤委員                                     |
| 委員   | 若﨑周     | 株式会社立地評価研究所 代表取締役                           |